# Four Minutes (película de 2005)
Four Minutes es un telefilme estadounidense-canadiense de biografía, historia y drama de 2005, dirigido por Charles Beeson, escrito por Frank Deford, quien hizo la adaptación de un artículo suyo, musicalizado por John Frizzell, en la fotografía estuvo James Chressanthis y los protagonistas son Jamie Maclachlan, Christopher Plummer y Shaun Smyth, entre otros. Este largometraje fue realizado por ESPN y se estrenó el 6 de octubre de 2005.

## Sinopsis
En esta película se da a conocer la carrera de la milla histórica de Roger Bannister, la cual finalizó antes de los cuatro minutos.